# Sukarame (Makmur)
Sukarame is een bestuurslaag in het regentschap Bireuen van de provincie Atjeh, Indonesië. Sukarame telt 818 inwoners (volkstelling 2010).